# 丼丼屋

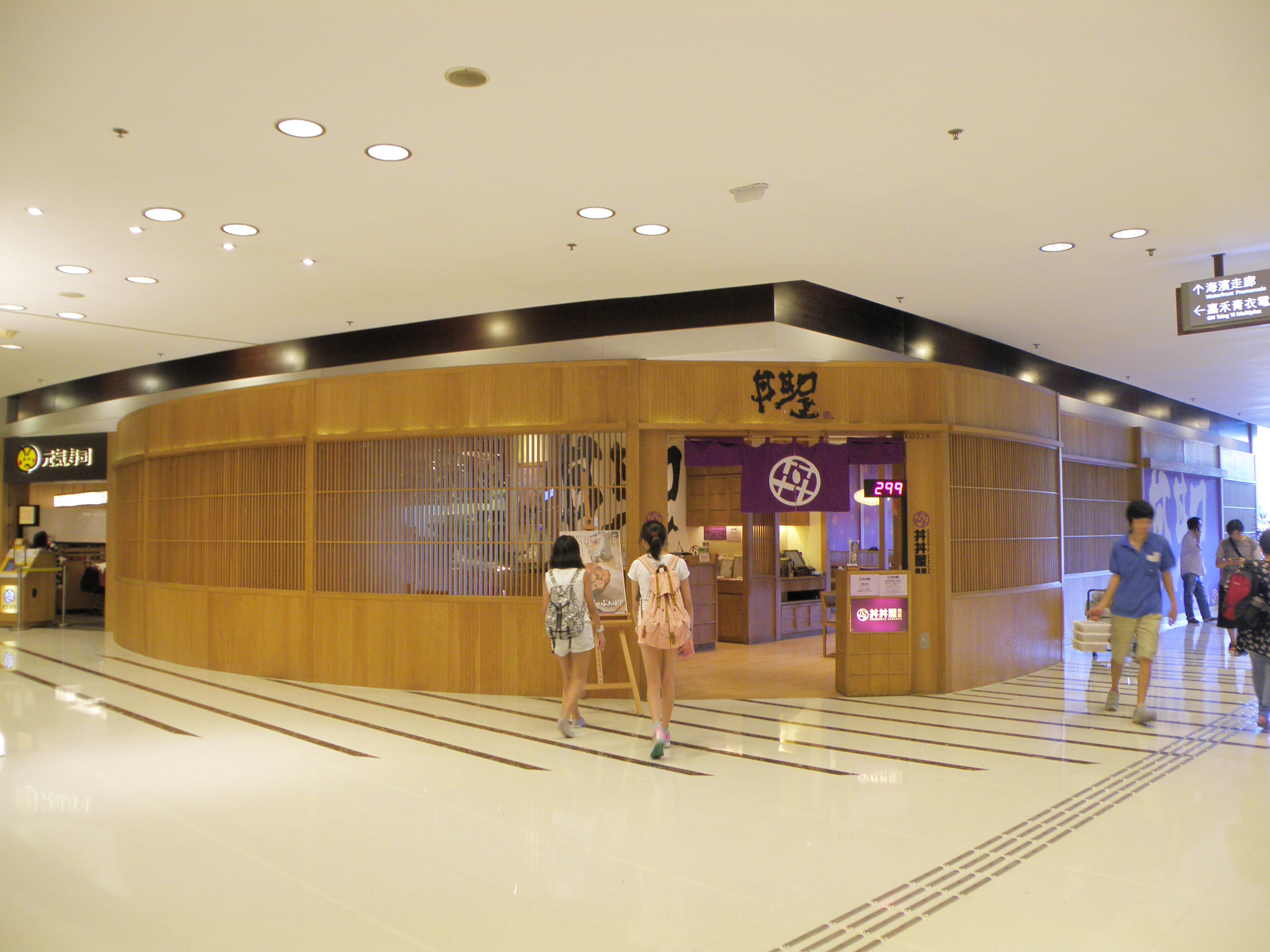
位於青衣的丼丼屋分店

丼丼屋（和製英語：Dondonya），是美心食品有限公司旗下的日式餐廳品牌，於2010年建立，其商標是由日本女性書法家紫舟（Shishu）所題。

## 分店

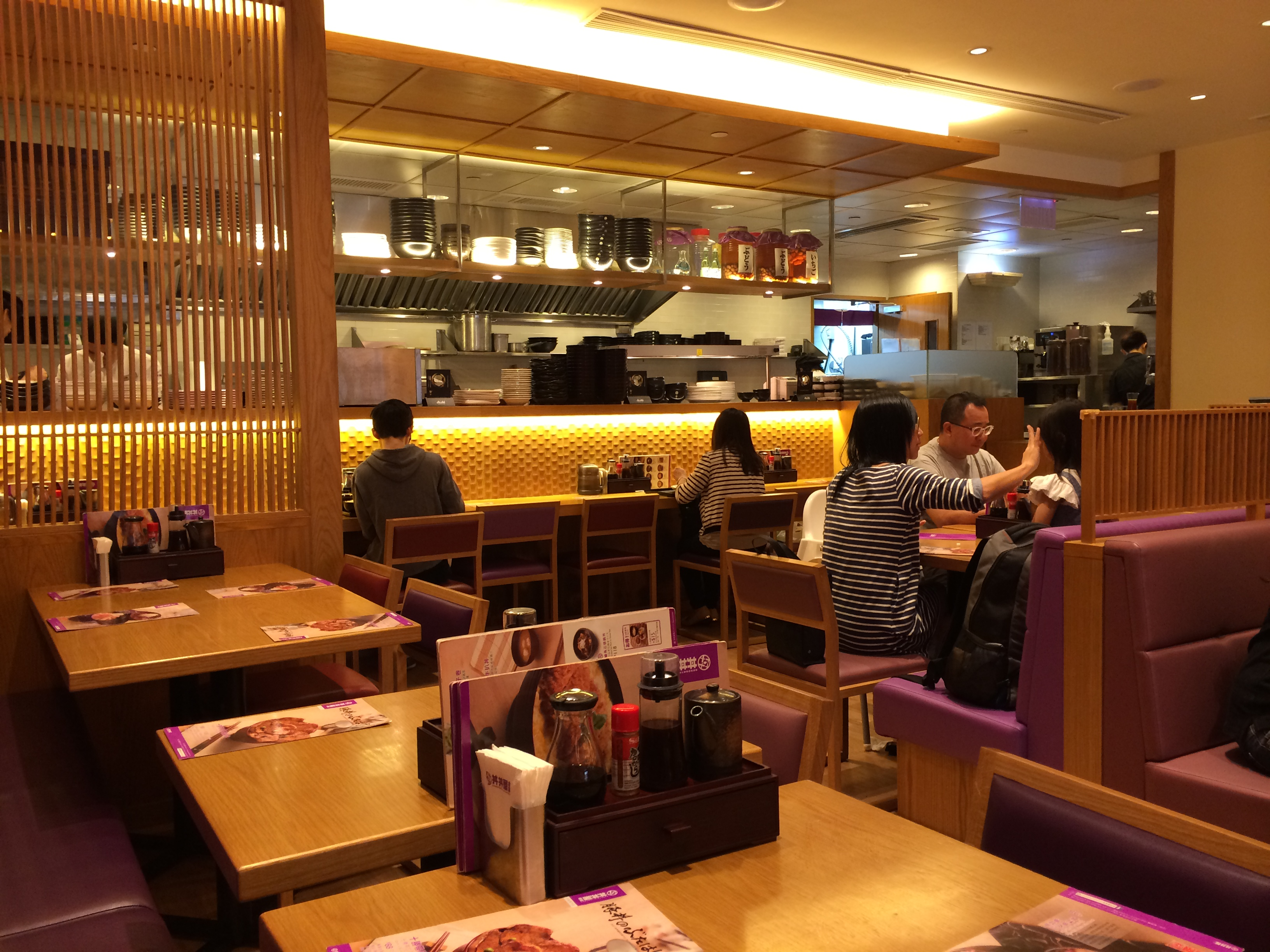
丼丼屋沙田沙田中心分店內貌

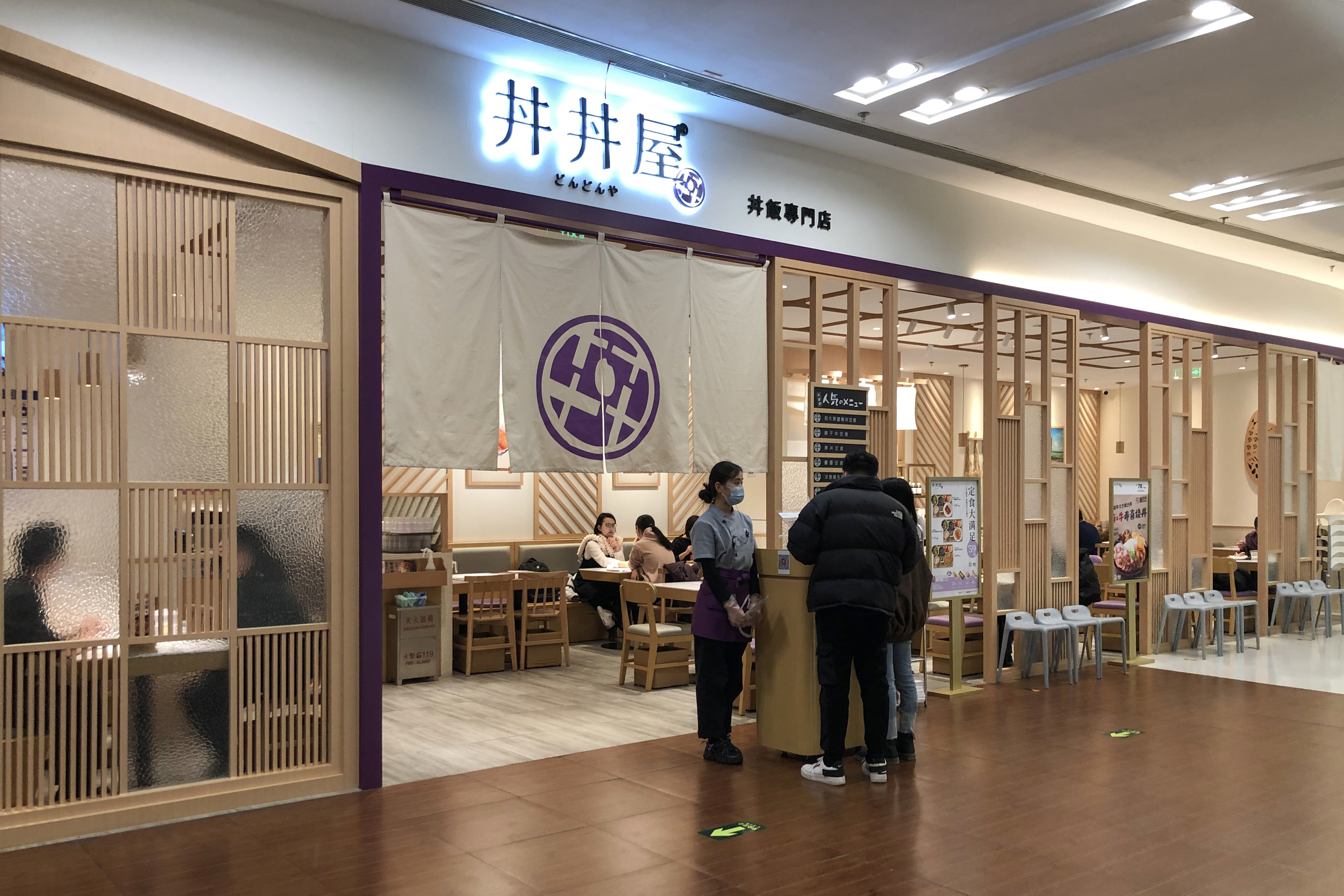
丼丼屋北京朝陽大悅城分店

### 現正營業的分店

#### 丼丼屋食堂 Dondonya Shukudo
香港
- 北角 健威坊分店：2014年9月開業。

九龍
- 鑽石山 荷里活廣場分店：2011年9月開業。
- 黄埔 紅磡黃埔新天地分店：開業時間不詳。

新界
- 青衣 青衣城分店。
- 荃灣 綠楊坊分店：2013年12月開業，由原先潮江春部份位置改成。

#### 丼丼屋
- 香港 觀塘 apm：2015年11月開業。
- 深圳 華強北 九方購物中心：2016年2月開業。

### 已結業的分店

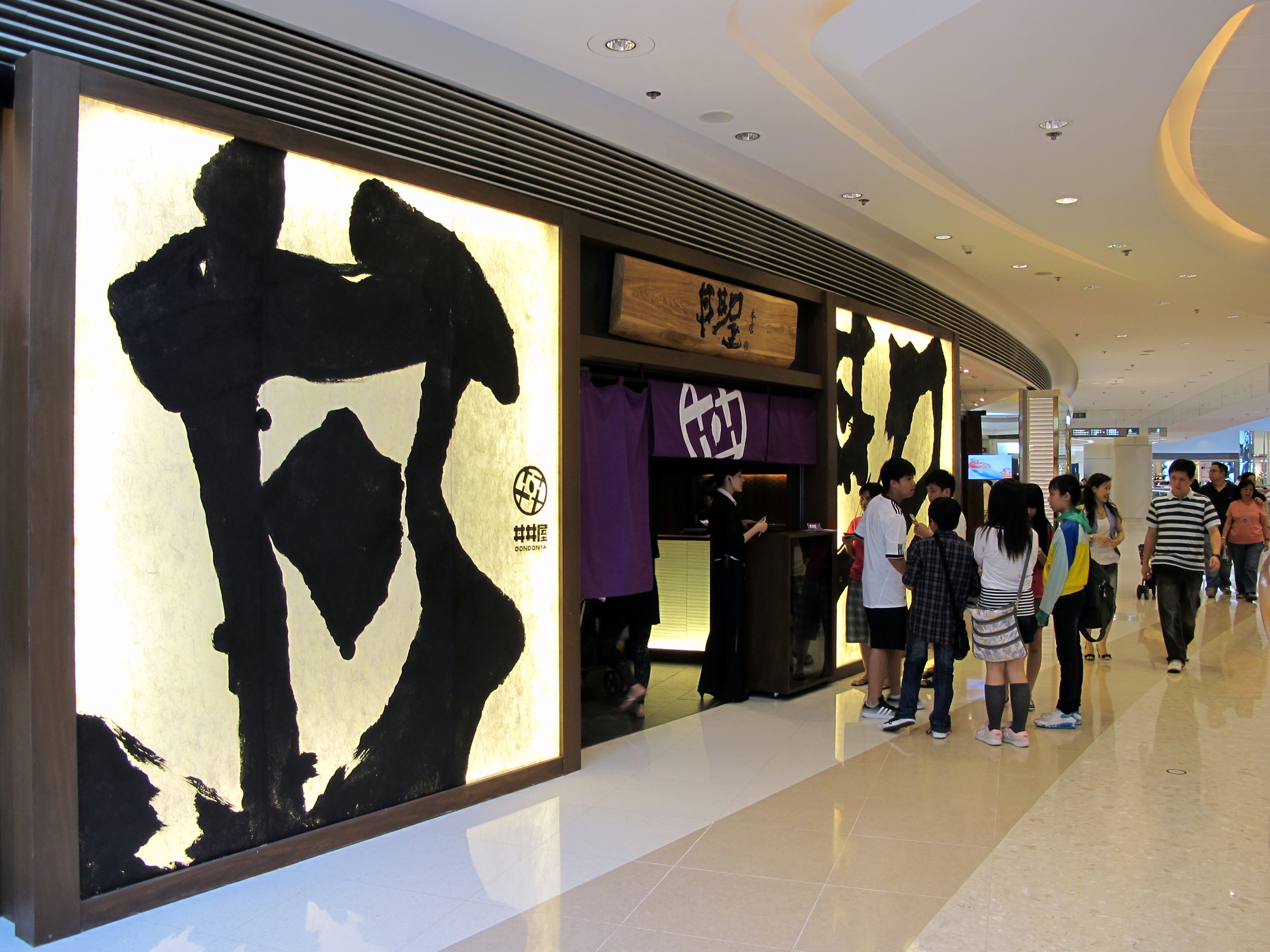
位於圓方丼丼屋本店 Dondonya Honten為丼丼屋首間分店，不過在2016年3月結業

- 香港 丼丼屋本店 Dondonya Honten：位於九龍西九龍的圓方內，於2010年7月開業，室內設計由MYU Planning & Operations Inc 松井敏晃（Toshiaki Matsui）設計，2016年3月結業。
- 香港 鰂魚涌 太古城中心分店：2012年1月開業，2017年2月結業。
- 香港 旺角 花園街 鴻威大廈分店：2011年8月開業，結業時間不詳。
- 新界 屯門 屯門市廣場分店：2011年6月開業，2016年4月結業。
- 新界 大埔 新達廣場分店：2012年2月開業，2017年5月結業。
- 新界 沙田 沙田中心分店：2013年8月開業，2016年5月結業。
- 九龍 樂富 樂富廣場分店：2012年1月開業。，結業時間不詳。

## 外部連結
- 丼丼屋網頁 （页面存档备份，存于）